# Ronnie Flex
Ronnie Flex, pseudonimo di Ronell Langston Plasschaert (Capelle aan den IJssel, 16 aprile 1992), è un rapper e cantante olandese.

## Biografia
Ronnie Flex si è fatto conoscere col singolo Stoff und Schnaps, un duetto assieme a Lil Kleine, che è arrivato al vertice delle Dutch Charts e che ha trovato successo anche all'estero entrando la Ö3 Austria Top 40, l'Ultratop 50 Singles fiamminga e la Deutsche Singlechart; il brano è stato in seguito certificato platino dalla Bundesverband Musikindustrie e quintuplo platino dalla Nederlandse Vereniging van Producenten en Importeurs van beeld- en geluidsdragers. È stato candidato agli MTV Europe Music Awards nella categoria di miglior artista olandese per la prima volta nel 2016, e nuovamente nel 2018.
Ha conseguito due numero uno nella graduatoria dischi olandese con gli album in studio Rémi (2017) e Nori (2018), certificati rispettivamente platino (40 000 unità equivalenti) e oro (20 000) dalla NVPI.

## Discografia

### Album in studio
- 2014 – De nacht is nog jong, net als wij voor altijd
- 2017 – Rémi
- 2018 – Nori
- 2021 – Altijd samen
- 2025 – SDL 0.5

### EP
- 2023 – Sliden (con Antoon)

### Singoli
- 2015 – Ravotten (con Mr. Polska)
- 2016 – Stoff und Schnaps (con Lil Kleine)
- 2018 – Pull Up (con Dyna e Frenna)
- 2018 – Omarm me (con Blof)
- 2018 – Maria (con Bizzey e Shirak)
- 2019 – Haal me naar boven (con Sarita Lorena)
- 2019 – Heimwee
- 2019 – Givenchy Bag
- 2019 – Tot we vallen (feat. ADF Samski)
- 2020 – Doe je juist (feat. Priceless)
- 2020 – Zeldzaam (feat. Tabitha)
- 2020 – Arcade
- 2020 – Doorheen (con Bizzey, Bilal Wahib e Ramiks)
- 2020 – In de schuur (con Snelle)
- 2021 – Free GG (con Djahboy)
- 2021 – Crooswijk Freestyle (feat. Murda)
- 2021 – Alles wat ik mis (con Emma Heesters e i Kris Kross Amsterdam)
- 2021 – Alles wat ik wil (con Cor e Idaly)
- 2021 – Goed genoeg (con Yade Lauren)
- 2021 – Meisje zonder naam (con Emma Heesters e Trobi)
- 2022 – Wishlist (con Ashafar e Trobi)
- 2022 – 100 SMSjes (con Sigourney K)
- 2022 – Adrenaline (con i Kris Kross Amsterdam e Zoë Tauran)
- 2022 – Love Song (con Trobi e Bilal Wahib)
- 2023 – Doe me dansje (con La Fuente e Kraantje Pappie)
- 2023 – Lovey dovey (con Sigourney K)
- 2023 – Domino (con Katnuf e Jonna Fraser)
- 2023 – Wacht op mij (con Trobi e Tabitha)
- 2023 – That's a Lie (con ADF Samski, DJ Dylvn, Alessio e Chivv)
- 2024 – Alles op gevoel (con Flemming e Zoë Tauran)
- 2024 – Kees closed
- 2024 – Drink n Smoke (feat. Kid de Blits)
- 2024 – Desire
- 2024 – Yu (con Priceless)
- 2024 – Luv (con Idaly e Kaya Imani)
- 2024 – Chin chin (con Antoon e Lil Kleine)
- 2024 – Lodewijk (con Mensa e Srno)
- 2024 – Heel de nacht alleen (con Yade Lauren e Mula B)
- 2025 – Dag & nacht (con Jaap Reesema e Trobi)
- 2025 – Zal ik blijven (con Tabitha, Emms e DJ Dylvn)
- 2025 – Suicide (con Kevin)
- 2025 – Concentratie (con Jonna Fraser)
- 2025 – Oneindig (con KM e Neema Nekesa)